# Lista de municípios da Estremadura (Espanha)

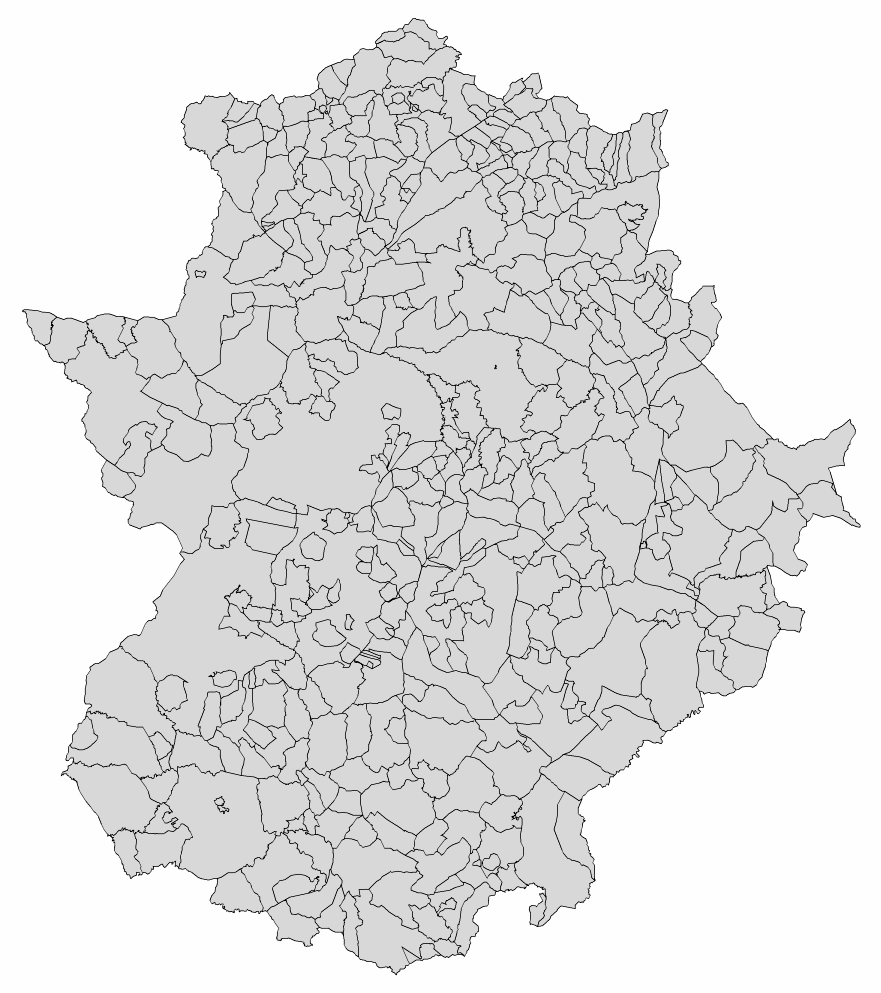
Mapa municipal de Estremadura (Espanha). 2003

- Municipios de Badajoz
- Municipios de Cáceres

## Ver Também
- Lista de municípios da Espanha
- Estremadura
- Espanha